# Royal Astronomical Society
Royal Astronomical Society (eller RAS) er et lærd selskab i Storbritannien, grundlagt i 1820, der har til formål at fremme og tilskynde studiet af astronomiske og geofysiske videnskaber. Selskabet organiserer løbende videnskabelige konferencer i dets hovedkvarter og i resten af landet, vedligeholder et videnskabeligt bibliotek med relevans for astronomiske, geofysiske og dertil relaterede emner, uddeler priser og legater og repræsenterer Storbritannien nationalt og internationalt inden for fagenes forskningsområder. Det har hovedkontor i Burlington House, London ud til Piccadilly.

Selskabet står desuden for udgivelsen (i samarbejde med Wiley-Blackwell Publishing) af flere videnskabelige tidsskrifter:

- Monthly Notices of the Royal Astronomical Society (MNRAS), der er med til at offentliggøre resultaterne af den aktuelle forskning inden for astronomi, astrofysik, kosmologi og rumforskning. Online-adgang og mere information Arkiveret 17. august 2010 hos  Wayback Machine.
- Geophysical Journal International (GJI), der er det primære geofysiske tidsskrift baseret i Europa og offentliggør resultaterne af forskningen i Jordens indre struktur, fysiske egenskaber, evolution og processer og dermed dækker alle aspekter af teoretisk, beregningsmæssig og observerende geofysik. Online-adgang og mere information Arkiveret 6. november 2010 hos  Wayback Machine.
- Astronomy & Geophysics (A&G), der udgiver artikler om astronomi, astrofysik, kosmologi, planetologi, global og regional geofysik, og historien om disse emner. Tidsskriftet fokuserer også på aktuelle emner, mødereferater og videnskab i nyhederne og fungerer som et forum for drøftelse af alle spørgsmål af interesse for professionelle astronomer og geofysikere.

## Fodnoter
1. ↑  The aims of the Society
2. ↑  Journals